# NGC 5619C
NGC 5619C (другие обозначения — UGC 9258, MCG 1-37-13, ZWG 47.47, PGC 51622) — галактика в созвездии Дева.
Этот объект не входит в число перечисленных в оригинальной редакции «Нового общего каталога» и был добавлен позднее.